# Potez 75
Il Potez 75 fu un aereo da attacco al suolo monomotore monoplano ad ala media sviluppato dall'azienda aeronautica francese Avions Henry Potez nei primi anni cinquanta del XX secolo.

## Storia del progetto
Con l’inizio della guerra fredda la principale preoccupazione dello SHAPE era come contrastare un massiccio attacco lanciato dagli eserciti del patto di Varsavia, supportati da un enorme numero di mezzi corazzati.
Nel 1952  la Potez, su iniziativa del capo progettista e proprietario Henry Potez, iniziò lo sviluppo di un piccolo aereo dotato di grande manovrabilità, pesante armamento, robusto e rustico, poco costoso e facile da costruire in serie, capace di resistere a proiettili da 13 mm, e di operare da terreni non pavimentati di ridotte dimensioni. Il progetto fu portato avanti dall’ingegnere Delaruelle, e il primo prototipo, costruito presso l’officina di Sartrouville, andò in volo per la prima volta a Mureaux il 10 giugno 1953 nelle mani del collaudatore Georges Détré. Dopo aver effettuato all’incirca 10 ore di volo, in quello stesso mese il velivolo venne esposto al Salone internazionale dell'aeronautica di Parigi. Tra il 3 e il 16 agosto vennero effettuati i collaudi militari presso il Centre d'Essais en Vol (CEV) di Bretigny, con l’aereo equipaggiato con quattro simulacri di missili aria-superficie Nord SS-10 e una mitragliatrice posticcia sul muso. Detti collaudi non diedero risultati positivi, in quanto a causa della limitata potenza del propulsore il velivolo risultava sottopotenziato e impossibilitato a compiere manovre evasive. Nonostante i problemi emersi il modello ricevette il certificato di aeronavigabilità e la matricola F-ZWSA. Il 24 settembre avvenne il primo lancio reale di un missile, ed inoltre furono effettuati diversi interventi sull’elica, il cui rendimento non era soddisfacente.

## Descrizione tecnica
Aereo da attacco al suolo, monoplano a travi di coda, monomotore, biposto, di costruzione interamente metallica.  La configurazione alare vedeva un’ala media, mentre l'impennaggio di coda era a T.
Il carrello d'atterraggio era triciclo anteriore, fisso, con le gambe principali dotate di due ruote, ricoperte da carenature aerodinamiche, e ruotino sterzabile anteriore. La cabina di pilotaggio poteva ospitare un pilota, mentre il secondo membro dell’equipaggio si trovava su di un abitacolo aperto posto sopra la parte centrale della fusoliera. Solo in un secondo tempo questo abitacolo venne ricoperto da un apposito tettuccio a goccia.
La propulsione era affidata a un motore a cilindri contrapposti Potez 8D32, a 8 cilindri, erogante la potenza di 480 CV ed azionante un’elica spingente Ratier 2353. La capacità dei serbatoi era pari a 305 litri.
L’armamento si basava su quattro mitragliatrici MAC 52 calibro 7,5 mm con 300 colpi per arma, 4 lanciabombe Alkan 261 o pod lanciarazzi Matra 122, o bombe napalm, o serbatoi ausiliari da 150 litri e 4 bombe da 50 kg.

## Impiego operativo
All’inizio del 1954 il velivolo fu dotato di livrea mimetica, ma sorse una disputa tra l’ALAT dell’esercito e l’aviazione per il suo eventuale utilizzo. Durante una dimostrazione tenutasi a Magonza nel luglio dello stesso anno, i vertici dell’ALAT giudicarono il Potez 75 inadatto all’impiego militare, ed inoltre il velivolo fu danneggiato da un pilota in fase di atterraggio.
Una volta riparato l’aereo tornò a volare il 28 marzo 1955 con la nuova matricola F-WGVK, e vennero apportate alcune modifiche al posto di pilotaggio, che venne ricoperto da un tettuccio a goccia, ed all’armamento basato su due mitragliatrici MAC 34M-39 da 12,7 mm sul musetto, quattro piloni interni per missili aria-superficie e due piloni lanciabombe esterni. Il prototipo fu nuovamente esposto al Salone internazionale dell'aeronautica di Parigi, ritornando nuovamente al CEV per un nuovo ciclo di collaudi dopo essere stato equipaggiato con una nuova elica Ratier 2353. Detti collaudi diedero nuovamente esito negativo, ma nell’ottobre 1955 il velivolo fu mandato in Algeria per una dimostrazione operativa. Georges Détré trasferì l’aereo a Télergma, dopo scali tecnici in Corsica e Sardegna, consegnandolo nelle mani dei piloti dell’ALAT e dell’aeronautica. Provato sul campo di battaglia il modello venne giudicato negativamente, risultando sottopotenziato e scarsamente armato, ma il governo decise comunque di ordinarne una serie di 100 esemplari da costruirsi presso lo stabilimento della SNCAN di Méaulte, con una preserie di 15 da realizzarsi a Argenteuil.
Portato a Méaulte, l’aereo ricevette ampia vetratura per il posto anteriore, dotato di doppi comandi, due mitragliatrici MAC 34 M-39, spostamento del tubo di Pitot sul musetto, faro di atterraggio installato sul bordo di attacco dell'ala destra, ed eliminazione della casseruola del mozzo dell’elica. In questa configurazione il velivolo venne nuovamente esposto al Salone internazionale dell'aeronautica di Parigi, ma a causa dei tagli al bilancio della difesa l'ordine di produzione fu cancellato quando già la Potez stava impostando la produzione in serie dell’aereo.
Rimasto in stato di abbandono e accantonato a Villacoublay, in un hangar dell'Hurel Dubois, nel novembre 1957 fu notato dal comandante dell’ALAT, generale Maurice Redon, che decise di riportarlo in condizioni di volo per servirsene come trasporto personale. Dopo essere stato sottoposto alle opportune riparazioni e a una revisione generale, nel maggio 1958 il velivolo fu riconsegnato all’ALAT. Il 2 settembre dello stesso anno, durante un volo da Tarbes a Parigi, con ai comandi il pilota maresciallo Lucien Gay, l’aereo andò distrutto in un atterraggio di fortuna a seguito della piantata del motore, effettuato a 20 km da Magnac-Laval. Il generale Redon si salvò riuscendo ad uscire dalla cabina, ma il pilota Gay, rimasto intrappolato, morì nel successivo incendio.

### Annotazioni
1. ↑  Al 75% della potenza.
2. ↑  Già di proprietà della Potez, e passata poi, dopo la nazionalizzazione, alla SNCAN.
3. ↑  Fu trasferito a Mureaux in quanto Sartrouville non disponeva di una pista di decollo.
4. ↑  I collaudatori fecero notare che, a causa della posizione spingente dell’elica, non sganciabile e che non poteva essere messa in bandiera, il lancio con paracadute risultava pericoloso.
5. ↑  Il modello ricevette un nuovo certificato di aeronavigabilità.
6. ↑  Così come lo sviluppo di modelli più potenti come il Potez 91 con motore a pistoni.
7. ↑  L’aereo effettuò un atterraggio di emergenza con l’elica in bandiera in aperta campagna, ma urtò contro alcuni alberi andando distrutto.

### Fonti
1. 1 2 3 4 5 6 7 8 9 10 11 12 13 14 15 16 17  Gianvanni 2018, p. 78.
2. 1 2 3 4 5 6 7  Avionslegendaires.
3. 1 2 3 4 5 6 7 8  Gianvanni 2018, p. 77.
4. ↑  de Narbonne 2013, p. 78.
5. 1 2 3 4 5 6  Noetinger 2010, p. 66.
6. ↑  (FR) Christian Malcros, Commandants de l'ALAT, su alat.fr. URL consultato il 28 aprile 2018 (archiviato dall'url originale il 13 settembre 2017)..
7. ↑  Noetinger 2008, pp. 119-120.

### Periodici
- Paolo Gianvanni, Alla ricerca di un COIN in Algeria, in Rivista Italiana Difesa, n. 1, Chiavari, Giornalistica Riviera Soc. Coop., gennaio 2018,  pp. 76-91.
- (FR) Roland de Narbonne, Il y a 60 ans: juin 1953, dans l'aéronautique française. Le Potez 75 à l’assaut des chars, in Le Fana de l'Aviation, n. 523, Clichy, Editions Lariviere, juin 2013,  p. 78.